# Stramenopila
Stramenopila eller Chromista er en overordnet gruppe eukaryoter, og kan betragtes som et biologisk rige på linje med planteriget, og beslægtet hermed. Stramenopila indeholder i vidt omfang organismer der kan opfattes som "planteagtige", uden at de henregnes til planteriget - f.eks. gulalger, brunalger og planteplankton. Stramenopila omfatter således, ligesom planteriget, organismer der varirerer i størrelse fra encellede plankton til dybhavsalger på størrelse med træer. I nogen tilfælde ses betegnelsen "algeriget" brugt om Stramenopila, men det er misvisende da grønalger og (ofte) rødalger henregnes til planteriget. Desuden omfatter Stramenopila de (oftest parasitiske) ægsporesvampe, der navnet til trods ikke er svampe, men blot har en svampelignende levevis, bl.a. Phytophthora der forårsagede kartoffelpesten i Irland 1845-1849. (Svampe hører, sammen med dyr, til overriget Unikonta, mens Stramenopila og planter hører til overriget Bikonta)
Ifølge nyere forskning 
Tree of Life web project: Stramenopiles Arkiveret 19. oktober 2003 hos  Wayback Machine indeholder Stramenopila, indtil videre (år 2003) bl.a. følgende:
- Stramenopila Stramenopiles (tidligere Chromista Heterokonta Chromobionta) (opaliner...)
  - Ægsporesvampe Oomycota (Vandmug, meldug...) Berkeley University: Introduction to the Oomycota
  - Række kiselalger Bacillarophyta Bacillariophyceae
  - Række Gulalger Chrysophyta chrysophytes
  - Række brunalger Phaeophyta Phaeophyceae (kelp, fingertang, blæretang, (sukkertang laminaria saccharina)...)
  - Gulgrønalger Xanthophyceae

## Klassifikation
Rige: Chromista
- Underrige: Cryptista
  - Række: Cryptista / Cryptophyta – mikroskopiske ikke-grønne alger
    - Klasse: Goniomonadea
    - Klasse: Cryptomonadea
- Underrige: Chromobiota
  - Infrarige: Heterokonta / Stramenopila – brunalger, gulalger, gulgrønalger, kiselalger m.fl.
    - Række: Ochrophyta
    - Række: Hyphochytriomycota
    - Række: Labyrinthulomycota
    - Række: Oomycota
    - Række: Opalozoa

  - Infrarige: Haptista
    - Række: Haptophyta / – mikroskopiske ikke-grønne alger